# 地窝堡乡
地窝堡乡，是中华人民共和国新疆维吾尔自治区乌鲁木齐市新市区下辖的一个乡。

## 行政区划
地窝堡乡下辖以下地区：
丰田村、小地窝堡村和宣仁墩村。